# Bernard Yaméogo
Pour les articles homonymes, voir Yaméogo.
Bernard Yaméogo, né en 1965 à Koudougou est un dramaturge  et réalisateur burkinabè. Aussi connu sous le pseudonyme Sidbewendé, il est spécialisé dans la réalisation de film pour enfant,.

## Biographie

### Enfance et études
Bernard Yaméogo naît en 1965 à Koudougou. Formé à l’école de Sotigui Kouyaté et Prosper Kompoare en 1982-1987. Puis à la Direction de production de la cinématographie en 1999 et à la Télévision du Burkina en production TV en 2000.

### Carrière professionnelle
Il commence sa carrière professionnelle en 1993 comme agent pastoral à Yako, puis professeur au petit séminaire de Koudougou. Puis sa carrière artistique dans le théâtre comme acteur, scenariste et metteur en scène. Il commence sa carrière au cinéma dès 1991 comme scénariste puis producteur en 2001 et réalisateur en 2005. Il est actuellement communicateur au centre audiovisuel Credo Media, une maison de production à Ouagadougou qui totalise deux séries TV, un long métrage, une dizaine de documentaires.
Il fonde en 1994 l'Amicale du théâtre religieux, puis l'Association SOS Lekma en faveur des orphelins du Sida en 1996, Credo Media en 2001ancré dans le domaine du tournage de films, de projections et de formations artistiques et enfin la Fondation pulumde pour l'inter culturalité et le développement en 2011. Il lance en octobre 2015 AfricaVision.tv, une Webtv pour la diffusion de ses œuvres filmiques pour la diaspora africaine à travers le monde.

## Filmographie

### Longs métrages
- 2004 : Moah, le doigt de Dieu[1].
- 2008 : La crèche d'Hamed, TV Series[5],[6].
- 2012 : P.U.H au delà du mur[7].
- 2017 : Femme fatale[8].
- 2017 : Le secret de l'enveloppe[9],[10],[11].

### Courts métrages
- 2012 : Un homme, un destin, le président Maurice Yaméogo (42 min)[12].
- 2012 : Noces Croisées, série africaine[13],[14].

### Séries
- Lili et Madou en coproduction avec la RTB (télévision nationale)
- 2016 : Intentions secrètes, série de vingt six épisodes de 26 min[15].

### Documentaires
- 2005 : La co-épouse chinoise, Vodoo productions[16]
- 2006 : L'Institut des jeunes sourds du Faso.
- 2006 : Le bendré : école du savoir ancestral, réalisé par Dominique Zeida.

## Ouvrages
- 1987 : Vertige au pont n° 5.
- 2002 : Tengembiiga ou le dernier rendez vous, Edition Harmattan[17],[18].